# Red Box
Red Box war ein in den 1980er Jahren aktives britisches New-Wave-Duo. 2010 wurde Red Box als Band neugegründet.

## Geschichte
Red Box wurde 1982 mit ursprünglich fünf Mitgliedern gegründet, bestehend aus Simon Toulson-Clarke (Gesang, Gitarre), Julian Close (Saxophon), Martin Nickson (Schlagzeug), Rob Legge (Bass) und Paddy Talbot (Keyboard). Kurz nach der Veröffentlichung ihrer Debütsingle Chenko im Jahre 1983 brach die Band auseinander und Simon Toulson-Clarke und Julian Close machten als Duo weiter. Die neue Richtung von Red Box war nun sehr stark vom Synthie-Pop geprägt und nach ihrer zweiten Single Saskatchewan (eine Coverversion eines Songs von Buffy Sainte-Marie) bekamen sie einen Plattenvertrag bei der WEA.
1985 erschien ihre Single Lean on Me (Ah-Li-Ayo), die sich bis auf Platz 3 in Großbritannien und Platz 27 in Deutschland platzieren konnte. Ungewöhnlich war das Musikvideo, in dem ein Gebärdensprachdolmetscher die Lyrics in die Gebärdensprache übersetzte.
1986 veröffentlichten sie mit Hilfe von mehreren Gastmusikern ihr erstes Album The Circle and the Square. Viele amerikanische Radiosender boykottierten jedoch die ausgekoppelte Single For America, weil hier die Präsenz amerikanischer Streitkräfte auf Grenada und Nicaragua kritisiert wurde. Erwartungsgemäß floppte der Song in den USA, aber in England und anderen europäischen Hitparaden konnten sie damit ihren zweiten Top-Ten-Hit verbuchen.
1990 erschien ein zweites Album mit dem Titel Motive. 1991 lösten sich Red Box auf. 2010 gründete Simon Toulson-Clarke Red Box mit anderen Musikern erneut und veröffentlichte das Album Plenty.

## Diskografie

### Studioalben
| Jahr | Titel                   | Höchstplatzierung, Gesamtwochen, AuszeichnungChartplatzierungen (Jahr, Titel, Platzierungen, Wochen, Auszeichnungen, Anmerkungen) | Höchstplatzierung, Gesamtwochen, AuszeichnungChartplatzierungen (Jahr, Titel, Platzierungen, Wochen, Auszeichnungen, Anmerkungen) | Höchstplatzierung, Gesamtwochen, AuszeichnungChartplatzierungen (Jahr, Titel, Platzierungen, Wochen, Auszeichnungen, Anmerkungen) | Höchstplatzierung, Gesamtwochen, AuszeichnungChartplatzierungen (Jahr, Titel, Platzierungen, Wochen, Auszeichnungen, Anmerkungen) | Höchstplatzierung, Gesamtwochen, AuszeichnungChartplatzierungen (Jahr, Titel, Platzierungen, Wochen, Auszeichnungen, Anmerkungen) | Anmerkungen                         |
| Jahr | Titel                   | DE | AT | CH | UK | US | Anmerkungen                         |
| ---- | ----------------------- | --- | --- | --- | --- | --- | ----------------------------------- |
| 1986 | The Circle & the Square | — | — | — | UK73 (4 Wo.)UK | — | Erstveröffentlichung: November 1986 |

Weitere Veröffentlichungen
- 1990: Motive
- 2010: Plenty

### Singles
| Jahr | Titel Album                                    | Höchstplatzierung, Gesamtwochen, AuszeichnungChartplatzierungen (Jahr, Titel, Album, Platzierungen, Wochen, Auszeichnungen, Anmerkungen) | Höchstplatzierung, Gesamtwochen, AuszeichnungChartplatzierungen (Jahr, Titel, Album, Platzierungen, Wochen, Auszeichnungen, Anmerkungen) | Höchstplatzierung, Gesamtwochen, AuszeichnungChartplatzierungen (Jahr, Titel, Album, Platzierungen, Wochen, Auszeichnungen, Anmerkungen) | Höchstplatzierung, Gesamtwochen, AuszeichnungChartplatzierungen (Jahr, Titel, Album, Platzierungen, Wochen, Auszeichnungen, Anmerkungen) | Höchstplatzierung, Gesamtwochen, AuszeichnungChartplatzierungen (Jahr, Titel, Album, Platzierungen, Wochen, Auszeichnungen, Anmerkungen) | Anmerkungen                        |
| Jahr | Titel Album                                    | DE | AT | CH | UK | US | Anmerkungen                        |
| ---- | ---------------------------------------------- | --- | --- | --- | --- | --- | ---------------------------------- |
| 1985 | Lean on Me (Ah-Li-Ayo) The Circle & the Square | DE27 (9 Wo.)DE | — | — | UK3 Silber · (15 Wo.)UK | — | Erstveröffentlichung: August 1985  |
| 1986 | For America The Circle & the Square            | — | — | — | UK10 (13 Wo.)UK | — | Erstveröffentlichung: Oktober 1986 |
| 1987 | Heart of the Sun The Circle & the Square       | — | — | — | UK71 (3 Wo.)UK | — | Erstveröffentlichung: Januar 1987  |
| 1987 | Chenko The Circle & the Square                 | — | — | — | UK77 (3 Wo.)UK | — | Erstveröffentlichung: Juli 1987    |